# Eclipsa (film)
Eclipsa (în italiană L'eclisse) este un film din 1962 regizat de Michelangelo Antonioni. Este considerat a fi ultima parte a trilogiei din care mai fac parte Aventura (în italiană L'avventura) și Noaptea (în italiană La notte). Prin povestea unei tinere care își părăsește iubitul, pentru ca apoi să se îndrăgostească de un alt bărbat, Antonioni duce până la ultimele consecințe estetica vidului, pusă în operă în Aventura. Filmului i-a fost decernat Premiul special al juriului la Festivalul Filmului de la Cannes din 1962.
A fost inclus în lista celor 100 de filme italiene de salvat, o listă de 100 de filme care „au schimbat memoria colectivă a țării (Italia) între 1942 și 1978”.

## Rezumat
Într-o zi de luni a lunii iulie 1961, în zori, Vittoria, o tânără traducătoare literară, își încheie relația cu Riccardo în apartamentul acestuia din cartierul rezidențial EUR din Roma, după o lungă noapte de conversație. Riccardo încearcă să o convingă să rămână, dar ea îi spune că nu îl mai iubește și pleacă. În timp ce ea merge pe străzile pustii din dimineața devreme, pe lângă turnul EUR, Riccardo o ajunge din urmă și merge cu ea printr-o zonă împădurită până la blocul ei de apartamente, unde își iau rămas bun.
Ceva mai târziu, Vittoria își vizitează mama la Bursa de Valori din Roma, care este foarte aglomerată la intrarea Victoriei. Un tânăr agent de bursă, Piero, aude un pont din interior, se grăbește să cumpere acțiunile și apoi le vinde cu un profit mare. El se prezintă Victoriei; este brokerul de acțiuni al mamei sale. După anunțarea atacului de cord fatal al unui coleg și după un moment de tăcere, sala izbucnește din nou într-o activitate frenetică. În afara clădirii, Vittoria și mama ei se îndreaptă spre o piață deschisă din apropiere. Vittoria încearcă să discute despre propria despărțire recentă, dar mama ei este preocupată de profiturile câștigate.
În acea seară, Anita (Rosanna Rory), vecina Victoriei, vine în vizită și discută despre despărțirea acesteia. Vittoria spune că este deprimată, dezgustată și confuză. O altă vecină, Marta, le sună și le invită în apartamentul ei din apropiere. Marta vorbește despre ferma pe care ea și soțul ei o au în Kenya. Pentru un joc, Vittoria se îmbracă în dansatoare africană, cu machiaj închis la culoare, și dansează prin apartament. Marta, neamuzată, îi cere să se oprească. Conversația devine acră, deoarece Marta, o colonialistă, se îngrijorează de faptul că „maimuțele” se înarmează și îi amenință pe albii minoritari. Vittoria și Anita resping astfel de discuții. Când Zeus, câinele lui Marta, scapă din casă, femeile aleargă după el. Vittoria este fascinată de sunetul gardului în vânt. Înapoi în apartamentul ei, Riccardo o cheamă, dar ea se ascunde și nu răspunde.

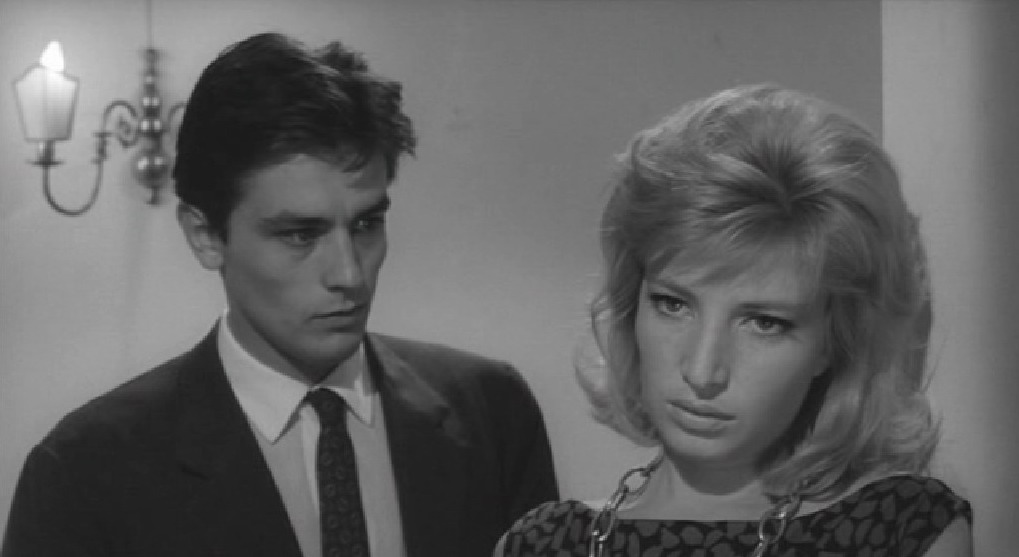
Alain Delon și Monica Vitti într-o scenă din film

A doua zi, Vittoria și Anita zboară spre Verona cu un avion de mici dimensiuni. Pe drum, Vittoria este fascinată de nori. La aeroport, ea privește cu uimire copilărească avioanele care decolează și aterizează. „Este atât de frumos aici”, îi spune ea Anitei. Între timp, la Bursa din Roma, Piero este ocupat să facă tranzacții. Vittoria sosește la Bursă și află că mama ei a pierdut aproximativ 10 milioane de lire. Un alt bărbat a pierdut 50 de milioane. Vittoria îl urmărește pe bărbat pe străzile aglomerate până la o cafenea mică, unde îl vede desenând flori pe o bucată de hârtie și bând apă minerală. Îl întâlnește pe Piero, iar acesta o conduce la apartamentul mamei sale cu mașina sa sport Alfa Romeo Giulietta. Ea îi arată fotografii de familie înrămate și camera ei de când era mică. Piero încearcă să o sărute, dar ea ȋl evită. Piero se întoarce cu mașina la biroul său de pe Via Po, lângă Via Salaria, unde trebuie să le dea vestea proastă investitorilor săi.
După ce lucrează în fața biroului său, Piero se întâlnește cu o damă de companie cu care a stabilit anterior să se întâlnească, dar este dezamăgit de faptul că aceasta și-a schimbat recent culoarea părului din blondă în brunetă. Hotărând să nu meargă cu ea, Piero merge cu mașina la apartamentul Vittoriei și stă în fața ferestrei acesteia. O aude scriind la mașină. După ce un bețiv trece pe acolo și o observă pe Vittoria la fereastră, Piero se apropie. În timp ce vorbesc, bețivul îi fură mașina sport a lui Piero. În dimineața următoare, Piero și Vittoria ajung la locul accidentului, unde bețivul a intrat cu mașina într-un lac. Vittoria privește cum scot mașina cu cadavrul din apă. În timp ce se îndepărtează, Vittoria este surprinsă de faptul că Piero este mai degrabă preocupat de lovituri și de motor decât de mort. Se bucură de o plimbare jucăușă printr-un parc. Când ajung la clădirea ei, Vittoria dezleagă un balon de un cărucior și, chemând-o pe noua ei prietenă Marta, îi spune să tragă în balon cu pușca (Marta împușcase anterior rinoceri și elefanți în Kenya), ceea ce aceasta face în timp ce balonul se înalță pe cer. Când ajung la clădirea ei, el o sărută, dar ea pare neliniștită. Înainte de a pleca, ea aruncă o bucată de lemn într-un butoi cu apă.
În acea seară, Vittoria încearcă să-l sune pe Piero, dar telefonul acestuia este ocupat. Când, în sfârșit, dă de el, ea nu vorbește, iar el, crezând că este o farsă, țipă în telefon și trântește receptorul. A doua zi, în timp ce așteaptă afară lângă casa ei, Vittoria se uită în butoiul cu apă și vede că lemnul este încă acolo. Piero sosește și îi spune că și-a cumpărat un BMW nou pentru a-și înlocui Alfa Romeo. Ea îi cere să meargă la el acasă. Trec pe lângă o infirmieră care plimbă o fetiță într-un cărucior pentru copii. Piero o duce în apartamentul părinților săi, care este plin de opere de artă și sculpturi frumoase. În timp ce vorbesc, ea pare nervoasă și nu vrea să se deschidă în fața lui: „Doi oameni nu ar trebui să se cunoască prea bine dacă vor să se îndrăgostească. Dar atunci poate că nu ar trebui să se îndrăgostească deloc”. Ei conversează jucăuș, se sărută printr-un geam de sticlă și apoi se sărută pasional. După ce el îi rupe din greșeală rochia, ea se duce într-un dormitor și se uită la vechile fotografii de familie. La fereastră se uită pe stradă, unde vede două călugărițe care se plimbă, niște oameni care vorbesc la o cafenea, un soldat singuratic care așteaptă la un colț. Piero vine în dormitor și fac dragoste.
Ceva mai târziu, Piero și Vittoria stau pe un deal și privesc cerul. El se uită în jur și spune: „Mă simt de parcă aș fi într-o țară străină”. Ea spune că așa se simte în preajma lui. El se supără când nu înțelege ce simte ea. Ea spune „Aș vrea să nu te iubesc sau să te iubesc mult mai mult”. Ceva mai târziu, la biroul lui, Vittoria și Piero se sărută și se îmbrățișează jucăuș pe canapea, ba chiar se luptă pe jos ca niște copii. Când se declanșează alarma, se pregătesc să se despartă. Se îmbrățișează și vorbesc despre faptul că se vor vedea în fiecare zi. Se înțeleg să se întâlnească în acea seară, la ora 20:00, în „locul obișnuit” de lângă apartamentul ei. În acea seară, duminică, 10 septembrie 1961, niciunul dintre ei nu se prezintă la locul de întâlnire stabilit.
Secvența finală conține imagini care au fost prezentate mai devreme în film: o asistentă medicală cu un copil, o căruță trasă de cai, un bărbat care trece pe lângă ea, copaci care foșnesc în vânt, apa care curge dintr-un butoi, oameni care așteaptă un autobuz, aspersoare care se declanșează, o femeie blondă care trece, o bucată de lemn care plutește într-un butoi de apă și oameni care se întorc acasă de la serviciu. Cerul se întunecă, iar luminile de pe stradă se aprind.

## Distribuție

Un afiș francez al filmului

- Alain Delon – Piero
- Monica Vitti – Vittoria
- Francisco Rabal – Riccardo
- Louis Seigner – Ercoli
- Lilla Brignone – mama Vittoriei
- Rosanna Rory – Anita
- Mirella Ricciardi – Marta

## Producție

### Locații de filmare
- Bursa de Valori din Roma
- Roma, Lazio, Italia
- Verona, Veneto, Italia

## Lansarea
În cinematografele din Italia, „Eclipsa” a avut încasări totale de 305 milioane de lire. În Franța, filmul a avut 470.764 de vizionări.

## Recepția filmului
În timp ce filmul anterior al lui Antonioni, Aventura, fusese ironizat la premiera din 1960, acesta a fost rapid reevaluat, în așa măsură încât „Eclipsa” a devenit „cel mai așteptat film al Festivalului de Film de la Cannes din 1962”; criticii începuseră să creadă că abordarea lui Antonioni „era poate o cale de urmat pentru o formă de artă care risca să se repete la nesfârșit”. Eclipsa a câștigat Premiul Special al Juriului la festival și a fost nominalizat pentru „Palme d'Or”.
Astăzi este considerat una dintre cele mai importante opere ale lui Antonioni. David Sin a scris: „Anii care au trecut nu par să-i fi diminuat impactul ca operă cinematografică inovatoare și nici ca o critică mai amplă a epocii în care trăim. Filmul își păstrează un ludic formal, cu forma sa deschisă care oferă diferite moduri de a privi și de a te proiecta asupra personajelor... iar atmosfera generală de plictiseală, atât de frumos construită prin sunet și imagine, pare încă foarte familiară”. Peter Bradshaw de la The Guardian a numit filmul „vizionar” și a susținut că „Antonioni deschide o groapă de deznădejde existențială pe străzile romane și ne cere să ne aruncăm în ea. Ce film ciudat și genial este acesta”.

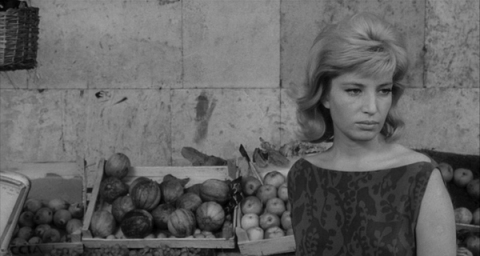
Monica Vitti într-o scenă din film

Secvența finală este deosebit de lăudată, Jonathan Rosenbaum și alții considerând-o drept una dintre cele mai eficiente scene din opera lui Antonioni. Regizorul Martin Scorsese, în documentarul său despre filmele italiene intitulat „Călătoria mea în Italia”, descrie modul în care filmul l-a bântuit și l-a inspirat pe el ca tânăr cinefil, menționând că i s-a părut un „pas înainte în ceea ce privește povestirea” și „părea mai puțin o poveste și mai mult un poem”. El adaugă că finalul este „un mod înspăimântător de a încheia un film... dar la momentul respectiv s-a simțit, de asemenea, eliberator. Ultimele șapte minute din Eclipsa ne-au sugerat că posibilitățile în cinematografie erau absolut nelimitate”. În cadrul sondajelor Sight & Sound din 2012, realizate de British Film Institute, filmul Eclipsa a fost votat atât în sondajele criticilor, cât și în cele ale regizorilor, ca fiind unul dintre cele mai bune 100 de filme de cinema din lume
Cu toate acestea, ocazional s-a exprimat dezaprobarea față de această lucrare. Criticul de film Robin Wood s-a plâns că acesta și toate filmele realizate de Antonioni după Aventura sunt „autoindulgene”, „defetiste” și o „retragere într-o disperare fundamental complăcută”. Jon Lisi de la PopMatters a criticat opera ca fiind „strict intelectuală” în ceea ce privește întoarcerile sale către spectator și a scris că vizionarea filmului „nu este chiar ca și cum ai privi cum se usucă vopseaua, dar ritmul este atât de lent în mod deliberat încât ar putea la fel de bine să fie”. Virna Lisi a caracterizat filmul ca fiind „frumos realizat, important din punct de vedere istoric și plictisitor ca naiba”. În schimb, Susan Doll a scris că, dacă operele lui Antonioni „nu mai sunt la modă în rândul cinefililor captivați de ironia postmodernă și de montajul rapid... suntem cu atât mai rău pentru asta. Opera sa a reflectat nu numai o schimbare majoră în societatea italiană, ci și o schimbare profundă în cultura cinematografică. Stilul său condus vizual și abordarea provocatoare a narațiunii au ridicat ștacheta a ceea ce constituia cinematografia populară, iar publicul de la acea vreme s-a ridicat la înălțime pentru a-l îmbrățișa”.
Filmul a fost inclus în lista BBC din 2018 a celor mai bune 100 de filme în limbi străine, clasate de 209 critici de film din 43 de țări.